# Château de Savianges
Le château de Savianges est situé sur la commune de Savianges en Saône-et-Loire, sur une butte dominant la vallée de la Guye.

## Description

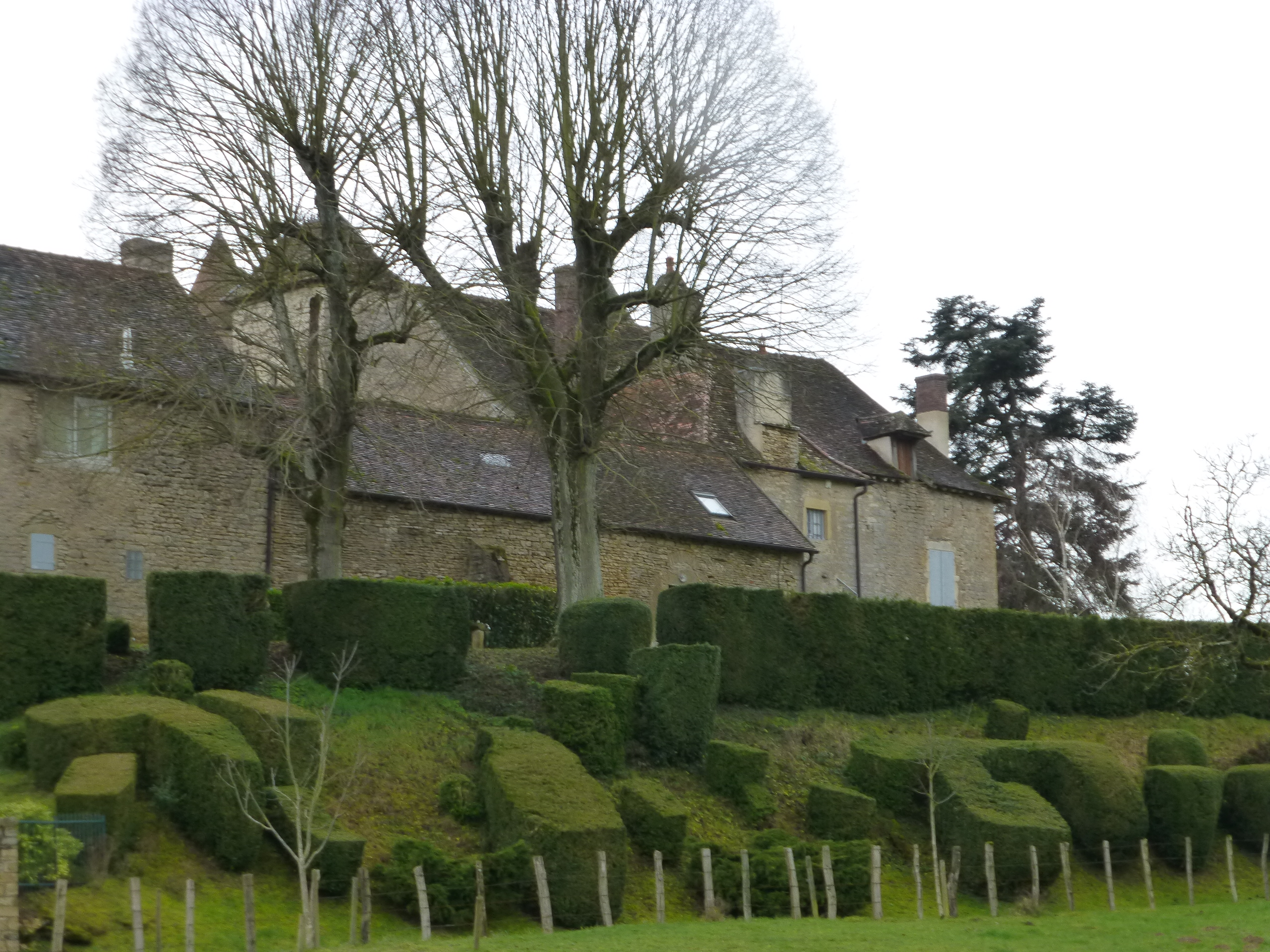
Le château vu du nord.

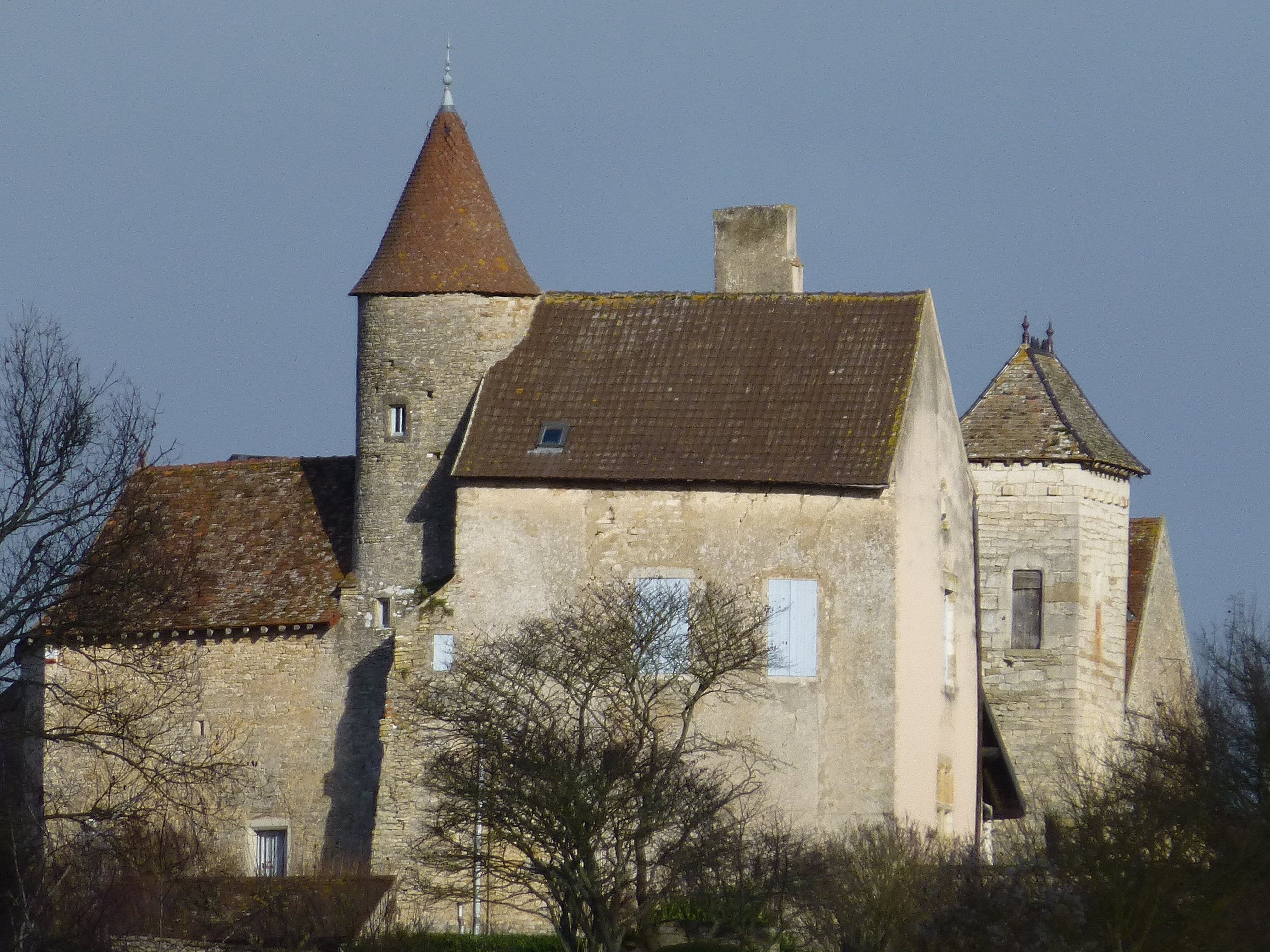
Le château vu du sud.

Précédé d'une basse cour, en partie transformée en terrasse, mais dont le côté sud et une partie du côté ouest sont occupés par des communs en équerre, le château est formé d'un ensemble de bâtiments entourant sur trois côtés une petite cour rectangulaire. Cette cour était autrefois séparée de la basse cour par un mur percé d'une porte flanquée d'une tour carrée, encore en place. Une tour d'escalier circulaire dessert les galeries sur portique à arcades en plein cintre, de même type que celles des maisons vigneronnes de la région, qui s'appuient sur les façades des trois corps de logis. Une tour circulaire flanque la muraille extérieure est, dont le tracé arrondi reprend celui, entouré de fossés, de la motte primitive.
La structure du château pourrait remonter au XIIIe siècle. L'ensemble des bâtiments a été remanié à maintes reprises, notamment au XVIe siècle et au XIXe siècle.
Le château est une propriété privée et ne se visite pas.

## Historique

Les armoiries des Damas.

- 1363 : la maison forte est tenue par Hugues de Lespinasse
- 1374 : le fief passe à Girard de Damas, époux de Catherine de Lespinasse
- 1618 : le château échoit à Élisabeth de Damas, mariée à Charles de Senailly
- 1664 : la propriété est léguée à Jean-Nicolas de Fuligny-Damas dont la femme l'aliène à Claude de Thyard, après que celui-ci a tenté pendant deux ans d'obtenir un rabais en raison du mauvais état du château
- an XI de la République: les Thyard conservent le domaine jusqu'à sa vente par Claude de Thiard à Antoine Delavaivre et Antoine Dulac le grand père de François-Etienne DULAC [1].
- époque moderne : propriété de Jean Pirou, de François Anthouard et de Geneviève Wagner.

## Annexe